# IWGP Junior Heavyweight Championship
IWGP Junior Heavyweight Championship – tytuł mistrzowski w profesjonalnym wrestlingu, utworzony i promowany przez japońską federację New Japan Pro-Wrestling (NJPW). Skrótowiec „IWGP” inicjuje organ zarządzający federacją – International Wrestling Grand Prix. O tytuł mogą walczyć wrestlerzy dywizji „junior heavyweight” ważący maksymalnie 100 kg.

## Historia tytułu
Mistrzostwo zostało utworzone 6 lutego 1986, kiedy to finał turnieju wygrał Shiro Koshinaka pokonujący The Cobra. Od 5 sierpnia 1996 do 5 listopada 1997 był częścią J-Crown (znane również jako J-Crown Octuple Unified Championship). Było to mistrzostwo, na które się składało osiem różnych tytułów mistrzowskich z różnych federacji: IWGP Junior Heavyweight Championship, British Commonwealth Junior Heavyweight Championship, NWA World Junior Heavyweight Championship, NWA World Welterweight Championship, UWA World Junior Light Heavyweight Championship, WAR International Junior Heavyweight Championship, WWA World Junior Light Heavyweight Championship oraz WWF Light Heavyweight Championship. 5 listopada 1997 mistrz Shinjiro Otani zawiesił wszystkie mistrzostwa J-Crown prócz IWGP Junior Heavyweight Championship, gdyż World Wrestling Federation ponownie objęło kontrolę nad WWF Light Heavyweight Championship i J-Crown został wycofany.

## Panowania
| Panowanie   | Numer panowania przez danego mistrza w liście               |
| Miejsce     | Miasto, w którym tytuł został zdobyty                       |
| Gala        | Gala, na której zawodnik zdobył tytuł                       |
| Ilość obron | Ilość obron tytułu mistrzowskiego podczas panowania         |
| +           | Oznacza, że ilość dni w posiadaniu wzrasta z kolejnym dniem |

| #  | Mistrz                          | Panowanie | Data                      | Dni  | Miejsce              | Gala                                | Ilość obron | Notka | Odn.          |
| -- | ------------------------------- | --------- | ------------------------- | ---- | -------------------- | ----------------------------------- | ----------- | --- | ------------- |
| 1  | Shiro Koshinaka                 | 1         | 6 lutego 1986(dts)        | 102  | Tokio, Japonia       | Live event                          | 1           | Koshinaka pokonał The Cobra w finale turnieju. | [ 4 ]         |
| 2  | Nobuhiko Takada                 | 1         | 19 maja 1986(dts)         | 123  | Tokio, Japonia       | Live event                          | 6           | |               |
| 3  | Shiro Koshinaka                 | 2         | 19 września 1986(dts)     | 317  | Fukuoka, Japonia     | Live event                          | 2           | |               |
| –  | Wakat                           | –         | 2 sierpnia 1987(dts)      | —    | —                    | —                                   | –           | Zawieszono, gdy Koshinaka kontuzjował prawą kostkę u nogi. |               |
| 4  | Kuniaki Kobayashi               | 1         | 20 sierpnia 1987(dts)     | 129  | Tokio, Japonia       | Live event                          | 1           | Kobayashi pokonał Nobuhiko Takadę o zawieszone mistrzostwo. | [ 5 ]         |
| 5  | Hiroshi Hase                    | 1         | 27 grudnia 1987(dts)      | 152  | Tokio, Japonia       | Live event                          | 3           | |               |
| 6  | Owen Hart                       | 1         | 27 maja 1988(dts)         | 28   | Sendai, Japonia      | Live event                          | 1           | |               |
| 7  | Shiro Koshinaka                 | 3         | 24 czerwca 1988(dts)      | 265  | Osaka, Japonia       | Live event                          | 6           | |               |
| 8  | Hiroshi Hase                    | 2         | 16 marca 1989(dts)        | 70   | Jokohama, Japonia    | Live event                          | 0           | |               |
| 9  | Jushin Liger                    | 1         | 25 maja 1989(dts)         | 77   | Osaka, Japonia       | Live event                          | 2           | | [ 6 ]         |
| 10 | Naoki Sano                      | 1         | 10 sierpnia 1989(dts)     | 174  | Tokio, Japonia       | Live event                          | 2           | |               |
| 11 | Jushin Thunder Liger            | 2         | 31 stycznia 1990(dts)     | 200  | Osaka, Japonia       | Live event                          | 1           | Wcześniej znany jako Jushin Liger. |               |
| 12 | Pegasus Kid                     | 1         | 19 sierpnia 1990(dts)     | 74   | Tokio, Japonia       | Live event                          | 0           | | [ 7 ]         |
| 13 | Jushin Thunder Liger            | 3         | 1 listopada 1990(dts)     | 165  | Tokio, Japonia       | Live event                          | 2           | |               |
| –  | Wakat                           | –         | 15 kwietnia 1991(dts)     | —    | —                    | —                                   | –           | Liger zawiesił mistrzostwo, dzięki czemu nowy mistrz mógł być wyłoniony w turnieju Top of the Super Juniors. |               |
| 14 | Norio Honaga                    | 1         | 30 kwietnia 1991(dts)     | 43   | Tokio, Japonia       | Live event                          | 2           | Honaga pokonał Jushina Thunder Ligera w finale turnieju Top of the Super Juniors. |               |
| 15 | Jushin Thunder Liger            | 4         | 12 czerwca 1991(dts)      | 58   | Tokio, Japonia       | Live event                          | 0           | |               |
| 16 | Akira Nogami                    | 1         | 9 sierpnia 1991(dts)      | 88   | Tokio, Japonia       | Live event                          | 1           | |               |
| 17 | Norio Honaga                    | 2         | 5 listopada 1991(dts)     | 95   | Tokio, Japonia       | Live event                          | 1           | |               |
| 18 | Jushin Thunder Liger            | 5         | 8 lutego 1992(dts)        | 139  | Sapporo, Japonia     | Live event                          | 3           | |               |
| 19 | El Samurai                      | 1         | 26 czerwca 1992(dts)      | 149  | Tokio, Japonia       | Live event                          | 3           | |               |
| 20 | Último Dragón                   | 1         | 22 listopada 1992(dts)    | 43   | Tokio, Japonia       | Live event                          | 1           | | [ 8 ]         |
| 21 | Jushin Thunder Liger            | 6         | 4 stycznia 1993(dts)      | 628  | Tokio, Japonia       | Fantastic Story in Tokyo Dome       | 5           | |               |
| –  | Wakat                           | –         | 24 września 1994(dts)     | —    | —                    | —                                   | –           | Zawieszono, gdyż Liger odniósł kontuzję kostki u nogi. |               |
| 22 | Norio Honaga                    | 3         | 27 września 1994(dts)     | 145  | Osaka, Japonia       | Live event                          | 6           | Honaga pokonał Wild Pegasusa w finale turnieju o zawieszone mistrzostwo. |               |
| 23 | Koji Kanemoto                   | 1         | 19 lutego 1995(dts)       | 73   | Tokio, Japonia       | Live event                          | 2           | | [ 9 ]         |
| 24 | Sabu                            | 1         | 3 maja 1995(dts)          | 42   | Fukuoka, Japonia     | Wrestling Dontaku 1995              | 1           | |               |
| 25 | Koji Kanemoto                   | 2         | 14 czerwca 1995(dts)      | 204  | Tokio, Japonia       | Live event                          | 2           | Pojedynek był również o UWA World Welterweight Championship należący do Kanemoto. |               |
| 26 | Jushin Thunder Liger            | 7         | 4 stycznia 1996(dts)      | 116  | Tokio, Japonia       | Wrestling World 1996                | 2           | |               |
| 27 | The Great Sasuke                | 1         | 29 kwietnia 1996(dts)     | 165  | Tokio, Japonia       | Battle Formation                    | 5           | 5 sierpnia 1996 Sasuke wygrał ośmioosobowy turniej o tytuł J-Crown, w skład którego należało również IWGP Junior Heavyweight Championship. Wszystkich osiem tytułów było bronionych przez jednego mistrza.            |               |
| 28 | Último Dragón                   | 2         | 11 października 1996(dts) | 85   | Osaka, Japonia       | Live event                          | 7           | |               |
| 29 | Jushin Thunder Liger            | 8         | 4 stycznia 1997(dts)      | 183  | Tokio, Japonia       | Wrestling World 1997                | 4           | Liger utracił WAR International Junior Heavyweight Championship 6 czerwca 1997, lecz wciąż bronił siedmiu mistrzostw.                                                                                                 |               |
| 30 | El Samurai                      | 2         | 6 lipca 1997(dts)         | 35   | Sapporo, Japonia     | Live event                          | 0           | |               |
| 31 | Shinjiro Otani                  | 1         | 10 sierpnia 1997(dts)     | 181  | Nagoja, Japonia      | The Four Heaven in Nagoya Dome      | 5           | 5 listopada 1997 Otani zawiesił wszystkie tytuły należące do J-Crown oprócz IWGP Junior Heavyweight Championship, gdyż WWF ponownie objęło kontrolę nad WWF Light Heavyweight Championship i J-Crown został wycofany. |               |
| 32 | Jushin Thunder Liger            | 9         | 7 lutego 1998(dts)        | 403  | Sapporo, Japonia     | Live event                          | 8           | | [ 10 ]        |
| 33 | Koji Kanemoto                   | 3         | 17 marca 1999(dts)        | 164  | Hiroszima, Japonia   | Live event                          | 3           | |               |
| 34 | Kendo Kashin                    | 1         | 28 sierpnia 1999(dts)     | 44   | Tokio, Japonia       | Jingu Climax                        | 1           | |               |
| 35 | Jushin Thunder Liger            | 10        | 11 października 1999(dts) | 49   | Tokio, Japonia       | Final Dome                          | 1           | |               |
| 36 | Juventud Guerrera               | 1         | 29 listopada 1999(dts)    | 7    | Denver, Kolorado     | Nitro                               | 0           | |               |
| 37 | Jushin Thunder Liger            | 11        | 6 grudnia 1999(dts)       | 227  | Milwaukee, Wisconsin | Nitro                               | 3           | Psychosis zastąpił Guerrerę w walce o mistrzostwo z powodu odniesienia kontuzji. |               |
| 38 | Tatsuhito Takaiwa               | 1         | 20 lipca 2000(dts)        | 101  | Sapporo, Japonia     | Summer Struggle 2000                | 2           | | [ 11 ] [ 12 ] |
| 39 | Minoru Tanaka                   | 1         | 29 października 2000(dts) | 264  | Kobe, Japonia        | Get a Right!!                       | 2           | | [ 11 ]        |
| 40 | Masayuki Naruse                 | 1         | 20 lipca 2001(dts)        | 80   | Sapporo, Japonia     | Dome Quake                          | 1           | |               |
| 41 | Tokimitsu Ishizawa/Kendo Kashin | 2         | 8 października 2001(dts)  | 116  | Tokio, Japonia       | Indicate of Next                    | 2           | Zdobył tytuł występując jako Tokimitsu Ishizawa, lecz bronił go jako Kendo Kashin. | [ 13 ]        |
| –  | Wakat                           | –         | 1 lutego 2002(dts)        | —    | —                    | —                                   | –           | Kashin opuścił NJPW i pozostawił tytuł w rękach władz IWGP. | [ 14 ]        |
| 42 | Minoru Tanaka                   | 2         | 16 lutego 2002(dts)       | 153  | Tokio, Japonia       | Fighting Spirit 2002                | 3           | Pokonał Masahito Kakiharę zdobywając zawieszone mistrzostwo. | [ 15 ]        |
| 43 | Koji Kanemoto                   | 4         | 19 lipca 2002(dts)        | 278  | Sapporo, Japonia     | Summer Fight Series 2002            | 6           | | [ 15 ]        |
| 44 | Tiger Mask                      | 1         | 23 kwietnia 2003(dts)     | 153  | Hiroszima, Japonia   | Strong Energy 2003                  | 4           | | [ 16 ] [ 17 ] |
| –  | Wakat                           | –         | 23 września 2003(dts)     | —    | —                    | —                                   | –           | Zawieszono mistrzostwo i wyznaczono pojedynek o nie w battle royalu. |               |
| 45 | Jado                            | 1         | 13 października 2003(dts) | 62   | Tokio, Japonia       | Ultimate Crush                      | 1           | Jado pokonał Dicka Togo, El Samurai’a, Gedo, Heata, Jushina Thunder Ligera, Katsushi’ego Takemurę, Koji’ego Kanemoto, Masahito Kakiharę, Masayuki’ego Naruse i Tiger Maska w battle royalu i zdobył mistrzostwo.      | [ 17 ]        |
| 46 | Heat                            | 3         | 14 grudnia 2003(dts)      | 387  | Nagoja, Japonia      | Battle Final 2003                   | 11          | Wcześniej znany jako Minoru Tanaka. | [ 17 ] [ 18 ] |
| 47 | Tiger Mask                      | 2         | 4 stycznia 2005(dts)      | 277  | Tokio, Japonia       | Toukon Festival: Wrestling World    | 3           | |               |
| 48 | Black Tiger                     | 1         | 8 października 2005(dts)  | 134  | Tokio, Japonia       | Toukon Souzou New Chapter           | 1           | Stawką walki było również NWA World Junior Heavyweight Championship należące do Black Tigera. |               |
| 49 | Tiger Mask                      | 3         | 19 lutego 2006(dts)       | 73   | Tokio, Japonia       | Acceleration                        | 1           | Stawką walki było również NWA World Junior Heavyweight Championship należące do Black Tigera. | [ 19 ]        |
| 50 | Koji Kanemoto                   | 5         | 3 maja 2006(dts)          | 235  | Fukuoka, Japonia     | New Japan Cup 2006 Special          | 1           | | [ 19 ] [ 20 ] |
| 51 | Minoru                          | 4         | 24 grudnia 2006(dts)      | 194  | Tokio, Japonia       | Battle Xmas! Catch the Victory      | 4           | Wcześniej znany jako Minoru Tanaka oraz Heat. |               |
| 52 | Ryusuke Taguchi                 | 1         | 6 lipca 2007(dts)         | 155  | Tokio, Japonia       | New Japan Soul C.T.U Farewell Tour  | 4           | | [ 21 ]        |
| 53 | Wataru Inoue                    | 1         | 8 grudnia 2007(dts)       | 191  | Osaka, Japonia       | New Japan Alive                     | 3           | | [ 22 ]        |
| –  | Wakat                           | –         | 16 czerwca 2008(dts)      | —    | —                    | —                                   | –           | Zawieszono, gdyż Inoue przeszedł do dywizji wagi ciężkiej. |               |
| 54 | Tiger Mask                      | 4         | 8 lipca 2008(dts)         | 75   | Tokio, Japonia       | New Japan Trill                     | 0           | Tiger Mask pokonał Prince’a Devitta w finale turnieju o zawieszone mistrzostwo. | [ 23 ]        |
| 55 | Low Ki                          | 1         | 21 września 2008(dts)     | 105  | Kobe, Japonia        | New Japan Generation                | 1           | | [ 24 ]        |
| 56 | Tiger Mask                      | 5         | 4 stycznia 2009(dts)      | 223  | Tokio, Japonia       | Wrestle Kingdom III                 | 4           | | [ 25 ] [ 26 ] |
| 57 | Místico                         | 1         | 15 sierpnia 2009(dts)     | 85   | Tokio, Japonia       | G1 Climax 2009: New Lords, New Laws | 2           | | [ 27 ] [ 28 ] |
| 58 | Tiger Mask                      | 6         | 8 listopada 2009(dts)     | 57   | Tokio, Japonia       | Destruction '09                     | 0           | | [ 29 ]        |
| 59 | Naomichi Marufuji               | 1         | 4 stycznia 2010(dts)      | 166  | Tokio, Japonia       | Wrestle Kingdom IV                  | 5           | | [ 30 ]        |
| 60 | Prince Devitt                   | 1         | 19 czerwca 2010(dts)      | 364  | Osaka, Japonia       | Dominion 6.19                       | 7           | |               |
| 61 | Kota Ibushi                     | 1         | 18 czerwca 2011(dts)      | 85   | Osaka, Japonia       | Dominion 6.18                       | 2           | |               |
| –  | Wakat                           | –         | 12 września 2011(dts)     | —    | —                    | —                                   | –           | Zawieszono, gdyż Ibushi odniósł kontuzję ramienia. | [ 31 ]        |
| 62 | Prince Devitt                   | 2         | 19 września 2011(dts)     | 227  | Kobe, Japonia        | Kantaro Hoshino Memorial Show       | 4           | Devitt pokonał Kushidę i zdobył zawieszone mistrzostwo. |               |
| 63 | Low Ki                          | 2         | 3 maja 2012(dts)          | 87   | Fukuoka, Japonia     | Wrestling Dontaku 2012              | 1           | | [ 20 ]        |
| 64 | Kota Ibushi                     | 2         | 29 lipca 2012(dts)        | 71   | Tokio, Japonia       | Last Rebellion                      | 2           | |               |
| 65 | Low Ki                          | 3         | 8 października 2012(dts)  | 34   | Tokio, Japonia       | King of Pro-Wrestling               | 0           | |               |
| 66 | Prince Devitt                   | 3         | 11 listopada 2012(dts)    | 419  | Osaka, Japonia       | Power Struggle                      | 4           | |               |
| 67 | Kota Ibushi                     | 3         | 4 stycznia 2014(dts)      | 181  | Tokio, Japonia       | Wrestle Kingdom 8                   | 4           | |               |
| 68 | Kushida                         | 1         | 4 lipca 2014(dts)         | 79   | Tokio, Japonia       | Kizuna Road 2014                    | 0           | |               |
| 69 | Ryusuke Taguchi                 | 2         | 21 września 2014(dts)     | 105  | Kobe, Japonia        | Destruction in Kobe                 | 2           | |               |
| 70 | Kenny Omega                     | 1         | 4 stycznia 2015(dts)      | 182  | Tokio, Japonia       | Wrestle Kingdom 9                   | 3           | |               |
| 71 | Kushida                         | 2         | 5 lipca 2015(dts)         | 80   | Osaka, Japonia       | Dominion 7.5 in Osaka-jo Hall       | 1           | |               |
| 72 | Kenny Omega                     | 2         | 23 września 2015(dts)     | 103  | Okayama, Japonia     | Destruction in Okayama              | 1           | |               |
| 73 | Kushida                         | 3         | 4 stycznia 2016(dts)      | 257  | Tokio, Japonia       | Wrestle Kingdom 10                  | 5           | |               |
| 74 | Bushi                           | 1         | 17 września 2016(dts)     | 49   | Tokio, Japonia       | Destruction in Tokyo                | 0           | |               |
| 75 | Kushida                         | 4         | 5 listopada 2016(dts)     | 60   | Osaka, Japonia       | Power Struggle                      | 0           | |               |
| 76 | Hiromu Takahashi                | 1         | 4 stycznia 2017(dts)      | 158  | Tokio, Japonia       | Wrestle Kingdom 11                  | 4           | |               |
| 77 | Kushida                         | 5         | 11 czerwca 2017(dts)      | 120  | Osaka, Japonia       | Dominion 6.11 in Osaka-jo Hall      | 2           | |               |
| 78 | Will Ospreay                    | 1         | 9 października 2017(dts)  | 27   | Tokio, Japonia       | King of Pro-Wrestling               | 0           | |               |
| 79 | Marty Scurll                    | 1         | 5 listopada 2017(dts)     | 60   | Osaka, Japonia       | Power Struggle                      | 0           | |               |
| 80 | Will Ospreay                    | 2         | 4 stycznia 2018(dts)      | 156  | Tokio, Japonia       | Wrestle Kingdom 12                  | 3           | Był to Four-Way match, w którym brali również udział Hiromu Takahashi i Kushida. |               |
| 81 | Hiromu Takahashi                | 2         | 9 czerwca 2018(dts)       | 72   | Osaka, Japonia       | Dominion 6.9 in Osaka-jo Hall       | 0           | |               |
| –  | Wakat                           | –         | 20 sierpnia 2018(dts)     | —    | —                    | —                                   | –           | Zwakowano z powodu kontuzji szyi mistrza. |               |
| 82 | Kushida                         | 6         | 8 października 2018(dts)  | 88   | Tokio, Japonia       | King of Pro-Wrestling               | 0           | Pokonał Marty’ego Scurlla w finale turnieju o zwakowany tytuł. | [ 32 ]        |
| 83 | Taiji Ishimori                  | 1         | 4 stycznia 2019(dts)      | 92   | Tokio, Japonia       | Wrestle Kingdom 13                  | 2           | | [ 33 ]        |
| 84 | Dragon Lee                      | 1         | 6 kwietnia 2019(dts)      | 64   | Nowy Jork, Nowy Jork | G1 Supercard                        | 1           | Był to Three-Way match, w którym brał również udział Bandido. | [ 34 ]        |
| 85 | Will Ospreay                    | 1         | 9 czerwca 2019(dts)       | 209  | Osaka, Japonia       | Dominion 6.9 in Osaka-jo Hall       | 3           | | [ 35 ]        |
| 86 | Hiromu Takahashi                | 3         | 4 stycznia 2020(dts)      | 238  | Tokio, Japonia       | Wrestle Kingdom 14                  | 3           | | [ 36 ]        |
| 87 | Taiji Ishimori                  | 2         | 29 sierpnia 2020(dts)     | 129  | Tokio, Japonia       | Summer Struggle                     | 0           | | [ 37 ]        |
| 88 | Hiromu Takahashi                | 4         | 5 stycznia 2021(dts)      | 51   | Tokio, Japonia       | Wrestle Kingdom 15                  | 1           | | [ 38 ]        |
| –  | Wakat                           | –         | 25 lutego 2021(dts)       | —    | —                    | —                                   | –           | Zwakowano z powodu kontuzji mięśnia piersiowego mistrza. | [ 39 ]        |
| 89 | El Desperado                    | 1         | 28 lutego 2021(dts)       | 147  | Osaka, Japonia       | Castle Attack                       | 2           | Był to Three-Way match o zwakowany tytuł, w którym brali również udział El Phantasmo i Bushi. | [ 40 ]        |
| 90 | Robbie Eagles                   | 1         | 25 lipca 2021(dts)        | 104  | Tokio, Japonia       | Wrestle Grand Slam                  | 1           | | [ 41 ]        |
| 91 | El Desperado                    | 2         | 6 listopada 2021(dts)     | 176  | Osaka, Japonia       | Power Struggle                      | 3           | | [ 42 ]        |
| 92 | Taiji Ishimori                  | 3         | 1 maja 2022(dts)          | 248  | Fukuoka, Japonia     | Wrestling Dontaku                   | 1           | | [ 43 ]        |
| 93 | Hiromu Takahashi                | 5         | 4 stycznia 2023(dts)      | 365  | Tokio, Japonia       | Wrestle Kingdom 17                  | 7           | Był to Four-way match, w którym brali również udział El Desperado i Master Wato. | [ 44 ]        |
| 94 | El Desperado                    | 3         | 4 stycznia 2024(dts)      | 50   | Tokio, Japonia       | Wrestle Kingdom 18                  | 0           | | [ 45 ]        |
| 95 | Sho                             | 1         | 23 lutego 2024(dts)       | 114  | Sapporo, Japonia     | The New Beginning in Sapporo Noc 1  | 2           | | [ 46 ]        |
| 96 | El Desperado                    | 4         | 16 czerwca 2024(dts)      | 19   | Sapporo, Japonia     | New Japan Soul Noc 1                | 0           | Był to Steel Cage match. | [ 47 ]        |
| 97 | Douki                           | 1         | 5 lipca 2024(dts)         | 183  | Tokio, Japonia       | New Japan Soul Noc 7                | 4           | | [ 48 ]        |
| 98 | El Desperado                    | 5         | 4 stycznia 2025(dts)      | 184+ | Tokio, Japonia       | Wrestle Kingdom 19                  | 7           | | [ 49 ]        |

## Łączna ilość panowań
Na stan z 7 lipca 2025
| † | Oznaczenie obecnego mistrza |

| Miejsce | Mistrz                            | Ilość panowań | Ilość obron | Łączna ilość dni |
| ------- | --------------------------------- | ------------- | ----------- | ---------------- |
| 1       | Jushin Liger/Jushin Thunder Liger | 11            | 31          | 2,245            |
| 2       | Prince Devitt                     | 3             | 15          | 1,010            |
| 3       | Heat/Minoru/Minoru Tanaka         | 4             | 20          | 998              |
| 4       | Koji Kanemoto                     | 5             | 14          | 954              |
| 5       | Hiromu Takahashi                  | 5             | 15          | 884              |
| 6       | Tiger Mask                        | 6             | 12          | 858              |
| 7       | Shiro Koshinaka                   | 3             | 9           | 702              |
| 8       | Kushida                           | 6             | 8           | 684              |
| 9       | El Desperado †                    | 5             | 13          | 576+             |
| 10      | Taiji Ishimori                    | 3             | 3           | 469              |
| 11      | Will Ospreay                      | 3             | 6           | 392              |
| 12      | Kota Ibushi                       | 3             | 8           | 338              |
| 13      | Kenny Omega                       | 2             | 4           | 285              |
| 14      | Norio Honaga                      | 3             | 9           | 283              |
| 15      | Ryusuke Taguchi                   | 2             | 6           | 260              |
| 16      | Low Ki                            | 3             | 2           | 226              |
| 17      | Hiroshi Hase                      | 2             | 3           | 222              |
| 18      | Wataru Inoue                      | 1             | 3           | 191              |
| 19      | El Samurai                        | 2             | 3           | 184              |
| 29      | Douki                             | 1             | 4           | 183              |
| 20      | Shinjiro Otani                    | 1             | 5           | 181              |
| 21      | Naoki Sano                        | 1             | 2           | 174              |
| 22      | Naomichi Marufuji                 | 1             | 5           | 166              |
| 23      | The Great Sasuke                  | 1             | 5           | 165              |
| 24      | Tokimitsu Ishizawa/Kendo Kashin   | 2             | 3           | 160              |
| 25      | Black Tiger                       | 1             | 1           | 134              |
| 26      | Kuniaki Kobayashi                 | 1             | 1           | 129              |
| 27      | Último Dragón                     | 2             | 8           | 128              |
| 28      | Nobuhiko Takada                   | 1             | 6           | 123              |
| 30      | Sho                               | 1             | 2           | 114              |
| 31      | Robbie Eagles                     | 1             | 1           | 104              |
| 32      | Tatsuhito Takaiwa                 | 1             | 2           | 101              |
| 33      | Akira Nogami                      | 1             | 1           | 88               |
| 34      | Místico                           | 1             | 2           | 85               |
| 35      | Masayuki Naruse                   | 1             | 1           | 80               |
| 36      | Pegasus Kid                       | 1             | 0           | 74               |
| 37      | Dragon Lee                        | 1             | 1           | 64               |
| 38      | Jado                              | 1             | 1           | 62               |
| 39      | Marty Scurll                      | 1             | 0           | 60               |
| 40      | Bushi                             | 1             | 0           | 49               |
| 41      | Sabu                              | 1             | 1           | 42               |
| 42      | Owen Hart                         | 1             | 1           | 28               |
| 43      | Juventud Guerrera                 | 1             | 0           | 7                |